# Chiddes (Nièvre)
Chiddes – miejscowość i gmina we Francji, w regionie Burgundia-Franche-Comté, w departamencie Nièvre.
Według danych na rok 1990 gminę zamieszkiwały 404 osoby, a gęstość zaludnienia wynosiła 16 osób/km² (wśród 2044 gmin Burgundii Chiddes plasuje się na 525. miejscu pod względem liczby ludności, natomiast pod względem powierzchni na miejscu 276.).